# Библиотека „Ђорђе Јовановић” (Стари град)
Библиотека „Ђорђе Јовановић” Стари град је општинска мрежа у склопу Библиотеке града Београда, централна је библиотека на општини Стари град. У свом саставу има и Дечију библиотеку „Драган Лукић“ и огранак „Јован Поповић”. Основана је 1945. године као Библиотека првог рејона, а касније је добила име по српском књижевном и критичару, једном од покретача Београдског надреализма Ђорђу Јовановићу. У свом фонду има око 65000 библиотечких јединица. У Библиотекама на Старом граду организују се бројни програми за кориснике свих узраста. Такође постоји и успешна сарадња са свим школама и вртићима на територији општине, као и са бројним организацијама и институцијама.

## Историјат
Оснивање Библиотеке „Ђорђе Јовановић” датира од првих дана по ослобођењу Београда, када је она формирана као Библиотека Првога рејона. Већ десетак дана после ослобођења, активисти народног фронта, АФЖ-а и пионира, организовали су „сакупљачке акције” и са веш корпама су кренули по улицама разрушеног града, од зграде до зграде, од куће до куће, да сакупљају књиге како би оформили библиотеку. За кратко време прикупљено је око 5000 књига. У сећањима активиста стоји: сви су радили све послове око библиотеке, многе књиге нису имале почетак или крај; требало је наћи исти примерак целе књиге и преписати из ње странице које су недостајале.
Зато се и данас у старом, првобитном фонду библиотеке може наћи по који ретки примерак оваквих књига у којима су многе странице откуцане на писаћој машини или исписиване руком и залепљене брашном.
Тако је из тих сабраних гомила старих књига полако настајала библиотека која и данас служи грађанима Београда. У почетку аматерски, а касније, кад су почеле стручне обуке у
Универзитетској библиотеци које је водила Милица Продановић, управница Универзитетске библиотеке и супруга Јаше Продановића, Библиотека Првог рејона добија и првог књижничара, Смиљу Атанацковић, која је у тим почетним годинама оставила дубок траг у библиотеци.
На срећу, библиотеке су у Београду расле и множиле се и међу њима се развијао прећутни такмичарски дух. Ницале су у свим крајевима града. Зато се, почетком педесетих,
указала потреба за „крштавањем” библиотека, јер им више нумеричка ознака рејона није била довољна. Тако је од Повереника за културу и просвету Првог рејона, Драгана Савковића,
потекао предлог 1950. године, да библиотека Првог рејона добије име Ђорђа Јовановића.
Библиотеци „Ђорђе Јовановић” се 1960. године припаја Библиотека „Јован Поповић”,
некадашња Библиотека Другог рејона.
Године 1964. централна библиотека „Ђорђе Јовановић” почиње да ради у новом простору, на Студентском тргу 17-19 и за тај простор је први пут наменски прављен библиотечки намештај. Библиотека је постала у читавој држави узор и прототип како треба градити и опремати библиотеке овог типа, са слободним приступом свим књигама. Тадашњу читалачку публику чинили су највише радници библиотечког еснафа, али и сви други културни посленици (књижевници, научници, глумци, јавни радници). Бројне промоције књига, културни програми, од којих је најпосећенија билан Трибина „Нова књига”, привлачили су бројну публику.
Поред албума, који броји 35 свезака великог формата, у којима је оком фото камере забележено све оно што се пола века дешавало у Библиотеци и око Библиотеке, установа је годинама водила и „Споменар”- књигу утисака. У њој су стотине имена књижевника, библиотекара, просветних радника, јавних радника, како из земље, тако и из иностранства – из Бугарске,
Љубљане, из Техерана, Велике Британије... Исписано на разним језицима и разним калиграфијама. Мира Алечковић, Антоније Исаковић, Драган Колунџија, Петар Гудељ, Вито Марковић, Франце Бевк, Васко Попа, Матија Бећковић, Борислав Пекић, Миодраг Павловић, Петар Џаџић, Гроздана Олујић, Бранко Ћопић, само се нека од имена познатих личности, који су била драги гости библиотеке.

## Огранци Библиотеке
- Дечја библиотека „Драган Лукић”, Студентски трг 19
- Огранак „Јован Поповић”, Мике Аласа 44

## Награда
Библиотека „Ђорђе Јовановић” од 1967. године традиционално додељује Награду „Ђорђе Јовановић” за најбоље критичко-есејистичко дело објављено између два сајма књига. Та традиција постоји и данас. Награду додељује Библиотека града Београда у чијој мрежи се налази Одељење библиотека „Ђорђе Јовановић”.
Библиотека чува у свом фонду велики број фотографија са додела Награде, од 1970. до данас, исечке из новина, затим документе, говоре добитника и чланова жирија, као инаграђене књиге књижевне критике и есеја.

## Библиотека данас
Одељење Библиотека „Ђорђе Јовановић”, налази се у Змај Јовиној бр 1 и централна је библиотека на општини Стари град. Фонд је намењен одраслим корисницима. Један део фонда је у слободном приступу, а други део у магацину и издаје се на захтев. У оквиру библиотеке је и читаоница за тихи рад са 10 читаоничких места, као и 6 места у отвореној читаоници. У Библиотеци се, у сарадњи са књижевним друштвима, организују књижевне вечери и промоције. Радно време је од 8-20 часова радним данима, а суботом од 8-14 часова.

## Галерија
- Зграда библиотеке „Ђорђе Јовановић”
- Табла са натписом
- Огранак „Јован Поповић” на Дорћолу
- Огранак „Јован Поповић” на Дорћолу
- Огранак „Јован Поповић” на Дорћолу
- Дечја библиотека „Драган Лукић” на Студентском тргу
- Дечја библиотека „Драган Лукић”
- Дечја библиотека „Драган Лукић”
- Дечја библиотека „Драган Лукић”
- Зграда библиотеке „Ђорђе Јовановић”